# Drzewiszka kolumbijska
Drzewiszka kolumbijska (Rhipidomys caucensis) – gatunek ssaka z podrodziny bawełniaków (Sigmodontinae) w obrębie rodziny chomikowatych (Cricetidae), występujący w północnej Ameryce Południowej.

## Zasięg występowania
Drzewiszka kolumbijska występuje endemicznie w Andach w zachodniej Kolumbii, na terenie departamentów Huila, Cauca, Valle del Cauca oraz Antioquia.

## Taksonomia
Gatunek po raz pierwszy zgodnie z zasadami nazewnictwa binominalnego opisał w 1913 roku amerykański zoolog Joel Asaph Allen nadając mu nazwę Rhipidomys caucensis. Holotyp pochodził z Cerro Munchique, na wysokości 8225 ft (2507 m), w departamencie Cauca, w Kolumbii.
Autorzy Illustrated Checklist of the Mammals of the World uznają ten takson za gatunek monotypowy.

### Etymologia
- Rhipidomys: gr. ῥιπις rhipis, ῥιπιδος rhipidos wachlarz; μυς mus, μυος muos „mysz”[7].
- caucensis: Cauca, Kolumbia[8].

## Morfologia
Długość ciała (bez ogona) 103 mm, długość ogona 133 mm, długość tylnej stopy 22 mm; brak danych dotyczących masy ciała. 

## Ekologia
Ssak ten żyje w zalesionych częściach gór, na wysokościach od 2200 do 3500 m .n.p.m.. Gatunek opisano na podstawie 12 osobników, wiedza na temat jego ekologii jest bardzo ograniczona.